# Louise Michel (stacja metra)
Louise Michel – stacja linii nr 3 metra  w Paryżu. Stacja znajduje się w gminie Levallois-Perret.  Została otwarta 24 września 1937 r. Nazwana na cześć Louise Michel – działaczki anarchistycznej.